# Ouija (film 2014)
Ouija è un film del 2014 diretto da Stiles White.

## Trama
(Debbie)
Debbie e Laine sono due ragazzine. Il loro gioco preferito è far finta di comunicare con i morti mediante una tavola ouija. Le regole del gioco sono tre: non giocare mai da soli, non giocare in un cimitero e salutare sempre. Alcuni anni dopo, però, l'ormai adolescente Debbie infrange la prima regola e muore impiccata. Laine, addolorata, si chiede se la morte della sua migliore amica sia stata voluta da lei o se sia stata uccisa: cerca così di contattarla mediante la tavoletta insieme a sua sorella Sarah, il suo ragazzo Trevor e i suoi amici Isabelle e Pete, fidanzato di Debbie. Si recano quindi alla casa della ragazza e svolgono la seduta spiritica, quando la tavoletta comincia a muoversi; pensano che sia Debbie e lasciano la casa spaventati. Da quel momento iniziano una serie di fenomeni strani che coinvolgono i protagonisti: a tutti loro compare la scritta "Hi friend" (Ciao amico) nei posti più disparati.
Incalzati dalle insistenze di Laine che vuole approfondire meglio la questione, i ragazzi tornano una seconda volta a casa di Debbie per parlare con lo spirito della loro amica. Durante la seduta si scopre che lo spirito con cui hanno parlato non è quello di Debbie, bensì un demone chiamato "DZ", lo stesso spirito che ha parlato con Debbie prima che morisse. Laine si porta la planchette all'occhio e riesce a vedere una bambina bionda con la bocca cucita. La stessa sera, Isabelle muore nel suo bagno. Il susseguirsi di morti degli amici di Laine la portano nella soffitta di Debbie, dove trova delle foto che raffigurano una madre con le due figlie. Trova, inoltre, un quotidiano che racconta la scomparsa di una ragazzina di nome Doris.
Per trovare risposte alle sue domande, Laine va trovare Paulina, la sorella di Doris, che è ricoverata in un ospedale psichiatrico. Parlando con la ragazza, l’anziana donna le racconta che la loro madre era una medium che aveva l’ossessione di parlare con i morti e che aveva usato la sorella come tramite tra il mondo dei vivi e quello dei morti. Col passare del tempo, il comportamento di Doris era diventato sempre più strano: la madre, ritenendo che la bambina fosse posseduta, l’aveva prima uccisa e poi cucito la bocca con uno spago. L’unico modo per spezzare la maledizione è tagliare i fili che legano la bocca di Doris, che si trova nella cantina della casa. Laine, Sarah, Trevor e Pete si recano quindi nella cantina, dove vengono attaccati dalla madre di Doris. Laine riesce poi a trovare il corpo della bambina e le taglia lo spago che ha tra le labbra. A quanto pare, però, non serve a niente, perché muore anche Pete. Laine torna dalla sorella di Doris, scoprendo che quest'ultima le ha mentito: era in realtà Doris lo spirito cattivo; la madre cercava solo di proteggerli. Laine corre da Nona, sua nonna, che le dice che per liberarsi dello spirito bisogna bruciare il corpo della ragazzina e la tavoletta. Le due sorelle tornano alla casa di Debbie ma nel frattempo Trevor viene affogato nella piscina dallo spirito di Doris.
Nel frattempo, Sarah viene trascinata nello scantinato dallo spirito maligno di Doris; per proteggere la sorella, Laine usa la tavoletta da sola invocandola; lo spirito maligno, rispondendo al richiamo, si mette in contatto con lei e tenta di ucciderla. È solo grazie all'intervento dello spirito di Debbie che Laine riesce a sopravvivere. Nel frattempo Sarah brucia il cadavere di Doris, Laine brucia la tavoletta nella fornace ed entrambe fanno ritorno a casa. Una volta arrivate, Laine trova la planchette sulla scrivania, se la porta davanti all'occhio e ci guarda attraverso, vedendo una ragazza con la bocca cucita mentre la tavoletta scrive "Run" (Corri) e il film finisce.

## Produzione

### Cast
- Olivia Cooke è Laine Morris[1]
  - Afra Sophia Tully è Laine da piccola
- Ana Coto è Sarah Morris[2]
  - Izzie Galanti è Sarah da piccola
- Daren Kagasoff è Trevor[3]
- Douglas Smith è Pete[1]
- Bianca Santos è Isabelle[2]
- Matthew Settle è Anthony Morris[4]
- Lin Shaye è Paulina Zander
- Shelley Hennig è Debbie Galardi[2]
  - Claire Beale è Debbie da piccola
- Vivis Colombetti è Nona[2]
- Robyn Lively è la signora Galardi

### Riprese
Le riprese sono cominciate a metà dicembre 2013 a Los Angeles, partendo da un budget di 5 milioni di dollari.

## Distribuzione

### Date di uscita
Le date di uscita internazionali nel corso del 2014 sono state:
- 23 ottobre in Malaysia, Singapore, Slovenia
- 24 ottobre in Canada, Polonia, Taiwan e negli Stati Uniti d'America
- 29 ottobre in Cambogia, Svezia e nelle Filippine
- 30 ottobre a Hong Kong, in Croazia, India, Kuwait e nei Paesi Bassi
- 31 ottobre in Irlanda, Regno Unito
- 13 novembre in Azerbaigian (Ouica), Kazakistan, Russia, Thailandia, Ucraina
- 21 novembre in Pakistan
- 27 novembre in Grecia, Repubblica Ceca
- 28 novembre in Turchia
- 5 dicembre in Spagna
- 11 dicembre in Brasile (Ouija - O Jogo dos Espíritos)
- 18 dicembre in Perù
- 31 dicembre in Messico

Le date di uscita internazionali nel corso del 2015 sono state:
- 1º gennaio in Argentina
- 8 gennaio in Italia
- 22 gennaio in Austria, Germania (Ouija - Spiel nicht mit dem Teufel)
- 29 aprile in Francia

### Divieti
Negli Stati Uniti, la pellicola è stata vietata ai minori di 13 anni non accompagnati dai genitori. La MPAA (Motion Picture Association of America) ha associato infatti al film il rating PG-13, Parents Strongly Cautioned, per contenuti inquietanti e violenti, immagini horror e spaventose, e altro materiale legato al genere. Nel Regno Unito, il film è stato invece vietato ai minori di 15 anni.

## Promozione
Il primo trailer in lingua inglese è stato pubblicato il 16 luglio 2014, mentre il 6 novembre è stato distribuito il trailer ufficiale in lingua italiana.

## Accoglienza

### Incassi
Nel Nord America, Ouija è stato distribuito in 2 858 sale nel weekend d'apertura, incassando 19 875 969 $, per una media di 7 000 $ a sala, e debuttando al primo posto del botteghino, davanti a John Wick. Dopo otto weekend dall'uscita, il film ha ottenuto un incasso totale di 
50 856 010 $ nel Nord America; nel resto del mondo ha incassato invece 45 000 000 $, per un incasso totale di 95 856 010 $.

### Critica
Ouija è stato stroncato dai critici. Il sito di recensioni Rotten Tomatoes riporta che sulla base di 70 recensioni solo il 6% dei critici ha espresso un parere positivo sul film.

## Prequel
La Blumhouse Pictures annunciò che Ouija avrebbe avuto un prequel, dal titolo Ouija - L'origine del male, uscito nelle sale statunitensi il 21 ottobre 2016.

## Sequel non ufficiali
La Cinedigm ha distribuito due film sequel non ufficiali della "Blumhouse Pictures", Ouija 3: The Charlie Charlie Challenge (2016) mentre l'altro è un film cantonese Ouija 4 (2015), entrambi i film sono inediti in Italia.